# Icaia straminea
Icaia straminea är en insektsart som beskrevs av James Norman Zahniser och Hicks 2007. Icaia straminea ingår i släktet Icaia och familjen dvärgstritar. Inga underarter finns listade i Catalogue of Life.